# Jönåkers landskommun
Jönåkers landskommun var en tidigare kommun i Södermanlands län.

## Administrativ historik
Kommunen inrättades som storkommun vid kommunreformen 1952 genom sammanläggning av de tidigare kommunerna Bergshammar, Kila, Lunda och Tuna.
Kommunen ägde bestånd fram till 1971 då dess område gick upp i Nyköpings kommun.
Kommunkoden var 0402.

### Kyrklig tillhörighet
I kyrkligt hänseende tillhörde kommunen församlingarna Bergshammar, Kila, Lunda och Tuna. 2006 gick dessa församlingar samman att bilda Kiladalens församling.

## Geografi
Jönåkers landskommun omfattade den 1 januari 1952 en areal av 329,55 km², varav 319,80 km² land. Efter nymätningar och arealberäkningar färdiga den 1 januari 1961 omfattade landskommunen samma datum en areal av 331,09 km², varav 321,80 km² land.

### Tätorter i kommunen 1960
| Tätort     | Folkmängd |
| ---------- | --------- |
| Jönåker    | 593       |
| Enstaberga | 447       |
| Ålberga    | 267       |

Tätortsgraden i kommunen var den 1 november 1960 28,3 procent.

## Politik

### Mandatfördelning i valen 1950-1966
| 20 | 9 | 4 | 2 |

| 33 |

| 20 | 8 | 4 | 3 |

| 29 | 6 |

| 18 | 8 | 3 | 6 |

| 26 | 9 |

| 19 | 9 | 2 | 5 |

| 25 | 10 |

| 18 | 9 | 3 | 5 |

| 25 | 10 |